# La Maladie d'amour
La Maladie d'amour is een chanson van de Franse zanger Michel Sardou dat werd uitgebracht op 3 juli 1973, en later is verschenen op een album met dezelfde naam. La Maladie d'amour is een van de grootste successen van Sardou. Het moet enkel Les lacs du Connemara, En chantant en Dix ans plus tôt voor laten gaan. Op de B-kant van deze single stond "Le Curé".